# МІНЕРВА-2

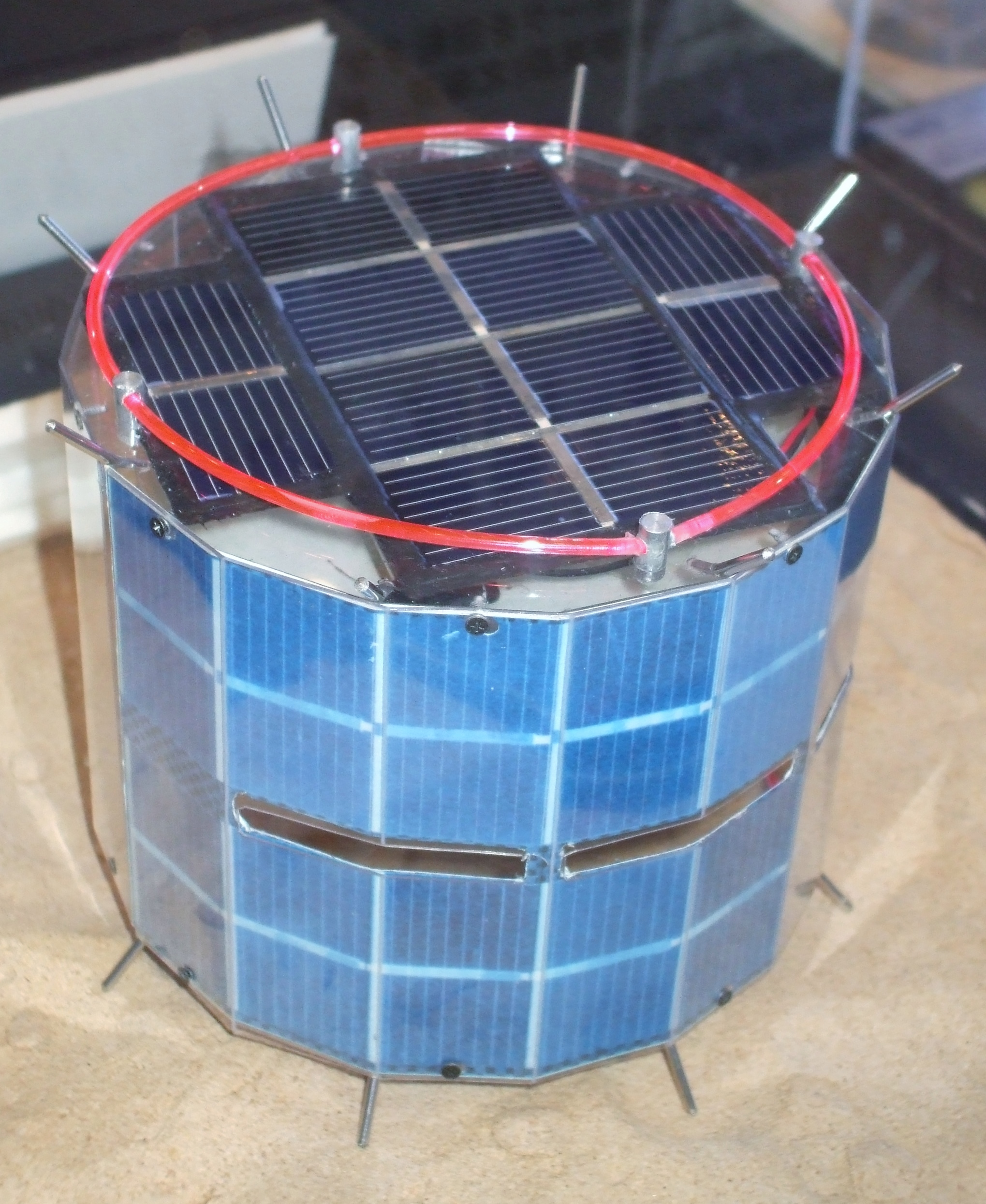
Модель MINERVA.

«МІНЕРВА-2» (англ. MINERVA-II, яп. ミネルバII) — спускний апарат, що містить 3 планетоходи — Rover-1A, Rover-1B і Rover-2, який був доставлений космічним апаратом Хаябуса-2 на астероїд (162173) Рюгу 21 вересня 2018 року. Він складається з двох підсистем — MINERVA-II-1 і MINERVA-II-2. Крім спускного апарата «МІНЕРВА-2», на астероїд Рюгу був доставлений планетохід MASCOT.
MINERVA-II-1 — це контейнер, який містив планетоходи Rover-1A і Rover-1B, він був розгорнутий 21 вересня 2018 року. Він був розроблений японським космічним агентством і Університетом Айзу. Планетоходи однакові циліндричної форми, діаметром 18 см, заввишки 7 см і масою 1,1 кг (2,4 фунта) кожен. Вони рухаються, стрибаючи в низькому гравітаційному полі, використовуючи крутний момент, створюваний обертовими масами всередині роверів. Їх наукове обладнання — стереокамера, ширококутна камера і термометри. Сонячні панелі і двошарові конденсатори забезпечують електроенергію.
Контейнер MINERVA-II-2 містить планетохід Rover-2, розроблений консорціумом університетів на чолі з університетом Тохоку в Японії. Це призма восьмикутної форми діаметром 15 см і висотою 16 см (5,9 × 6,3 дюйма) з масою близько 1 кг (2,2 фунта). Він має дві камери, термометр і акселерометр. Він має оптичні і ультрафіолетові світлодіоди для освітлення, щоб виявити плаваючі частинки пилу. Rover-2 має чотири механізму для пересування.